# دن نلوندولو
دن نلوندولو (انگلیسی: Dan Nlundulu؛ زادهٔ ۵ فوریهٔ ۱۹۹۹) بازیکن فوتبال است.
وی همچنین در تیم ملی فوتبال England U16 بازی کرده‌است.